# ديريك ودلي
ديريك ودلي (بالإنجليزية: Derek Woodley)‏ هو لاعب كرة قدم بريطاني، ولد في 2 مارس 1942 في ايزلورث في المملكة المتحدة، وتوفي في 2002. لعب مع تشارلتون أثلتيك ونادي ساوثيند يونايتد ونادي غيلينغهام ونادي فوكستون ووست هام يونايتد.